# Reklamopisanje
Reklamopisanje ili kopirajting (engl. copywriting) jeste pisanje sadržaja koji se prenosi preko digitalnih medija i štampe. Reklamni zapis (engl. copy) je sadržaj koji se koristi za reklamiranje i marketing. Ova vrsta pisanog materijala se često koristi da ubedi ljude ili grupe i poveća svest o brendu (engl. brand awareness). Cilj reklamopisanja je da stvori odličan sadržaj koji će čitalac oceniti kao vredan i želeti da uradi ono što reklamopisac traži od njega.
Reklamopisac stvara: admail, tagline, jingle, tekstove pesama, sadržaj veb stranica, internet reklame, e-mail i druge internet sadržaje, TV i radio reklame, scenario, saopštenje za javnost, katalog, bele knjige, bilborde, brošure, razglednice i mnoge druge sadržaje. Istorija reklamopisanja je duga i prvi pravi reklamopisac je bio Džon Emori Povers (1837 - 1919). Reklamopisanje ne mora da bude primarna karijera, mnogi su bili pisci i novinari koji su se takođe bavili njim. Neki od poznatih reklamopisaca su Vladimir Majakovski, Teri Gilijam, Salman Rušdi i Mari Voker.

## Reklamopisac
Većina reklamopisaca radi u organizacijama poput PR i advertajzing agencija. Veće kompanije, lanci prodavnica, televizije, kablovske televizije, novine, izdavačke kuće i časopisi mogu imati zaposlenog reklamopisca koji radi samo za njih. Reklamopiscu mogu raditi i samostalno kao frilenseri koji pišu za klijente u njihovim kancelarijama ili iz svojih prostorija. Postoje i agencije za reklamopisanje koje uz sam reklamopis nude i niz drugih usluga koje se vezuju za njega poput SEO savetovanja, dizajna, proveravanja činjenica i reklamopisanja. Ovakve agencije unajmljuju velike korporacije.
Reklamopisac obično radi kao deo kreativnog tima. Advertajzing agencije ih uparuju sa umetničkim direktorima. On stvara verbalni ili tekstualni sadržaj reklame, što znači da mu klijent obično dostavlja reklamni zapis. Na njegov posao se dovezuje art direktor koji je zadužen za vizualnu komunikaciju, posebno u slučaju štampe i zato je bitna saradnja ove dve profesije.
Reklamopisci su slični tehničkim piscima i njihov posao se u mnogo čemu preklapa. Ipak, tehnički pisac obično stvara sadržaj da informiše čitaoca, a ne da ga ubedi. Na primer, reklamopisac piše reklamu za prodaju automobila, dok tehnički pisac piše uputstvo za korišćenje u kom objašnjava kako automobil funkcioniše.

## Internet
Internet je povećao zaduženje reklamopisaca, jer je stvorio brojne druge potrebe za njima. Danas reklamopisci mogu da pišu bilo kakav sadržaj na internetu: oglase, imejlove ili da pišu na blogovima, društvenim mrežama... Pisanje za internet se dosta razlikuje od pisanja za medije. Još jedna pogodnost interneta je što reklamopisac, umetnički direktori i klijenti mnogo lakše da se pronalaze međusobno. Zbog ovoga je frilensig postao opcija za mnoge reklamopisce.

### SEO
Veb kompanije uključuju u svoje ciljeve i dobijanje višeg ranga na pretraživačima veba. Poznato kao SEO optimalizacija veb-sajta (engl. Search engine optimization), ova praksa uključuje strategijsko postavljanje i ponavljanje ključnih reči i fraza na internet stranicama.